# Shunryū Suzuki
Suzuki Shunryū (jap. 鈴木 俊隆; 1905–1971) war ein japanischer Zen-Meister, der Zen in den USA populär machte.

## Leben
Suzuki Shunryū war Sohn eines Sōtō-Zen-Meisters und selbst ein Meister der Sōtō-Linie. Sein Lehrer Gyokujun war ein Schüler seines Vaters. Seine Ausbildung begann S. Suzuki schon sehr früh. Bereits im Alter von 30 Jahren wurde ihm erlaubt, Schüler anzunehmen. Während des Zweiten Weltkrieges war er Anführer einer pazifistischen Bewegung in Japan.
1958 ging er in die USA, um in San Francisco zwei Jahre lang die dortige japanische Sōtō-Gemeinde zu betreuen. Da sich jedoch bald eine große Zahl amerikanischer Anhänger um ihn sammelte, verlängerte er seinen Aufenthalt in den USA bis an sein Lebensende.
S. Suzuki gründete das Zen-Zentrum von San Francisco, später das Zen Mountain-Center in Tassajara Springs, das erste Zen-Kloster außerhalb Asiens. Später bat er Kōbun Shino Otowaga um Hilfe zur Leitung des Zen Mountain-Centers.
In Deutschland wurde S. Suzuki zunächst durch sein Buch Zen-Geist, Anfänger-Geist, eine Einführung in die Zen-Praxis, bekannt.
Gelegentlicher Verwechslung mit dem erheblich älteren Daisetsu Teitaro Suzuki pflegte er zu entgegnen: „Nein, ich bin der kleinere Suzuki“.
Suzuki starb 1971 im Zen-Zentrum in San Francisco.